# Gare de Numazu
La gare de Numazu (沼津駅, Numazu-eki) est une gare ferroviaire de la ville de Numazu, dans la préfecture de Shizuoka au Japon. Elle est exploitée par la JR Central.

## Situation ferroviaire
La gare de Numazu est située au point kilométrique (PK) 126,2 de la ligne principale Tōkaidō. Elle marque la fin de la ligne Gotemba.

## Historique
La gare a été inaugurée le 1er février 1889.

## Service des voyageurs

### Accueil
La gare dispose d'un bâtiment voyageurs, avec guichets, ouvert tous les jours.

### Desserte
- Ligne principale Tōkaidō :
  - voies 1 et 2 : direction Fuji et Shizuoka
  - voies 3 et 4 : direction Atami, Odawara, Yokohama et Tokyo
- Ligne Gotemba :
  - voies 5 et 6 : direction Gotemba, Matsuda et Kōzu